# Vlag van Watermaal-Bosvoorde
De vlag van Watermaal-Bosvoorde is de gemeentelijke vlag van de Brusselse gemeente Watermaal-Bosvoorde. De beschrijving luidt:
Twee even lange banen van blauw en van wit.
De kleuren van de vlag komen uit het gemeentewapen.
Deze gemeentevlag is identiek aan de vlag van Ukkel.

Vlag van Ukkel